# Алфред Петрелиус
Алфред Густав Петрелиус (на финландски Alfred Gustav Petrelius) (26 юни 1863, Савонлина - 6 юни 1931) е финландски астроном и геодезист.
През 1888 защитава магистърска степен по астрономия и геодезия. От 1890 е преподавател по геодезия в Политехническия институт в Хелзинки, а от 1908 до 1928 професор по астрономия и висша геодезия в Хелзинкския университет.
През 1887 – 1891 заедно с геолога Вилхелм Рамсай и ботаника Освалд Чилман и още пет специалиста в други области на науката взема участие в комплексна експедиция по изследване на Колския п-ов. През 1887 изследва и картира езерото Ловозеро (200 км2, 67°50′ с. ш. 35°10′ и. д. / 67.833333° с. ш. 35.166667° и. д.), изкачва се по река Афанасия (вливаща се в него), прехвърля се в горното течение на река Поной и се спуска по нея, като картира цялото ѝ течение (410 км, най-голямата на полуострова). През 1891 участва в отряда на Вилхелм Рамсай, като самостоятелно картира масива Мончетундра (1114 м), разположен на запад от езерото Имандра. На базата на извършените от него астрономо-геодезически измервания съставя обзорна карта на целия Колски полуостров, която се ползва до 1931.